# Entodontaceae
Entodontaceae nom. cons., porodica pravih mahovina iz reda Hypnales. Postoji više rodova

## Rodovi
1. Actinostoma  Reimers & Sakurai
2. Cribrodontium  Herzog
3. Cymbifoliella  Dixon
4. Entodon  Müll. Hal.
5. Erythrodontium  Hampe
6. Jochenia  Hedenäs, Schlesak & D. Quandt
7. Mesonodon  Hampe
8. Nanothecium  Dixon & P. de la Varde
9. Plagiotheciopsis  Broth.
10. Pylaisiobryum  Broth.
11. Retidens  Dixon
12. Rozea  Besch.
13. Sakuraia  Broth.
14. Synodontella  Dixon & Thér.